# Rick Schmidt
Rodrick "Rick" Schmidt (Royal, Illinois, 30 de octubre de 1953) es un exjugador de baloncesto estadounidense. Aunque no llegó a jugar como profesional, jugó para los Estados Unidos, consiguiendo la medalla de bronce en el mundial de Puerto Rico 1974.